# سامویلووو (استان دوبریچ)
سامویلووو (به بلغاری: Samuilovo) یک منطقهٔ مسکونی در بلغارستان است که در شهرستان دوبریچکا واقع شده‌است.